# La Fatarella
La Fatarella és una vila i municipi de la comarca de la Terra Alta.

## Història
La història de la vila va lligada a l'entorn, se sap que, llevat dels primers assentaments de l'era prehistòrica, hi ha indicis de pobladors a l'època dels ibers.
Durant els segles següents es van succeir nombroses guerres i canvis de propietat, i l'època medieval fou un temps de conflictes que patia la població, la qual tendia a concentrar-se en el nucli que envoltava el castell i l'església, fet que era habitual a la gran majoria de poblacions de Catalunya.
No fou fins al segle xix, després de les guerres de Successió i la del Francès, i amb l'arribada de la indústria i les noves vies de comunicació, quan la vila va poder gaudir d'estabilitat i avui en dia, ja sobrepassat el segle xx, manté encara el concepte de vila tradicional que la fa molt atractiva per al visitant.
Durant la Guerra civil espanyola visqué els Fets de la Fatarella, amb l'execució de 34 pagesos fatarellencs a mans dels anarquistes, i posteriorment fou un dels principals escenaris de la batalla de l'Ebre. L'any 2010 s'hi inaugurà un memorial per commemorar-ne les víctimes.

## Geografia
- Llista de topònims de la Fatarella (orografia: muntanyes, serres, collades, indrets..; hidrografia: rius, fonts...; edificis: cases, masies, esglésies, etc.).

## Demografia
| Entitat de població | Habitants (2024) |
| la Fatarella        | 853              |
| les Camposines      | 3                |
| Font: Idescat       |                  |

| 1497 f | 1515 f | 1553 f | 1717 | 1787 | 1857  | 1877  | 1887  | 1900  | 1910  |
| ------ | ------ | ------ | ---- | ---- | ----- | ----- | ----- | ----- | ----- |
| 110    | 94     | 112    | 297  | -    | 2.002 | 2.282 | 2.163 | 2.289 | 2.333 |

| 1920  | 1930  | 1940  | 1950  | 1960  | 1970  | 1981  | 1990  | 1992  | 1994  |
| ----- | ----- | ----- | ----- | ----- | ----- | ----- | ----- | ----- | ----- |
| 2.497 | 2.401 | 2.007 | 1.954 | 1.773 | 1.650 | 1.406 | 1.408 | 1.372 | 1.372 |

| 1996  | 1998  | 2000  | 2002  | 2004  | 2006  | 2008  | 2010  | 2012  | 2014  |
| ----- | ----- | ----- | ----- | ----- | ----- | ----- | ----- | ----- | ----- |
| 1.301 | 1.276 | 1.244 | 1.202 | 1.173 | 1.160 | 1.139 | 1.130 | 1.089 | 1.051 |

| 2016  | 2018 | 2020 | 2022 | 2024 | 2026 | 2028 | 2030 | 2032 | 2034 |
| ----- | ---- | ---- | ---- | ---- | ---- | ---- | ---- | ---- | ---- |
| 1.004 | 965  | 926  | 891  | 852  | -    | -    | -    | -    | -    |

## Política

### Eleccions al Parlament de Catalunya del 2012
| Candidatura | Candidatura   | Cap de llista          | Vots | Regidors | % vots |
| ----------- | ------------- | ---------------------- | ---- | -------- | ------ |
|             | CiU           | Artur Mas              | 188  |          | 33,09  |
|             | ERC           | Oriol Junqueras        | 167  |          | 29,4   |
|             | PPC           | Alicia Sánchez-Camacho | 52   |          | 9,15   |
|             | ICV-EUiA      | Joan Herrera           | 45   |          | 7,92   |
|             | PSC           | Pere Navarro           | 37   |          | 6,51   |
|             | CUP           | David Fernández        | 33   |          | 5,8    |
|             | C's           | Albert Rivera          | 5    |          | 0,88   |
|             | Vots en blanc |                        | 17   |          | 2,94   |
|             | Altres        |                        | 24   |          | 5,11   |
| Total       | Total         | 578                    | 578  |          | 63,45  |

### Eleccions al Parlament de Catalunya del 2015
| Candidatura | Candidatura | Cap de llista        | Vots | Regidors | % vots |
| ----------- | ----------- | -------------------- | ---- | -------- | ------ |
|             | JxSí        | Raül Romeva          | 427  |          | 64,4   |
|             | CUP         | Antonio Baños        | 83   |          | 12,52  |
|             | PPC         | Xavier Garcia Albiol | 65   |          | 9,8    |
|             | PSC-PSOE    | Miquel Iceta         | 26   |          | 3,92   |
|             | CSQP        | Lluís Rabell         | 20   |          | 3,02   |
|             | UDC         | Ramon Espadaler      | 17   |          | 2,56   |
|             | C's         | Inés Arrimadas       | 17   |          | 2,56   |
| Total       | Total       | 672                  | 672  |          | 77,06  |

### Eleccions al Parlament de Catalunya del 2017
| Candidatura | Candidatura               | Cap de llista        | Vots | Regidors | % vots |
| ----------- | ------------------------- | -------------------- | ---- | -------- | ------ |
|             | ERC                       | Oriol Junqueras      | 275  |          | 40     |
|             | JxCat                     | Carles Puigdemont    | 210  |          | 30,6   |
|             | C's                       | Inés Arrimadas       | 62   |          | 9      |
|             | CUP                       | Carles Riera         | 46   |          | 6,7    |
|             | PPC                       | Xavier García Albiol | 40   |          | 5,8    |
|             | PSC                       | Miquel Iceta         | 40   |          | 5,8    |
|             | Catalunya en Comú - Podem | Xavier Domènech      | 8    |          | 1,16   |
| Total       | Total                     | 682                  | 682  |          |        |

## Municipi ecològic
La Fatarella és un municipi de la Terra Alta situat al nord-est de la comarca, prop la vall de l'Ebre. El terme es troba a cavall entre la serra de la Fatarella (coll de les Paumeres, 565 metres) i la plana de les Camposines, i presenta una acusada orografia, amb marcat relleu solcat per nombrosos barrancs i les seves valls. Des dels punts alts de la serra es tenen unes magnífiques panoràmiques de les planes que l'envolten, del riu Ebre, de les serres de Cavalls i Pàndols, dels Ports o fins i tot, en dies especialment clars, dels Pirineus.
El poble té al voltant de 1.200 habitants i destaca per l'encant del seu conjunt arquitectònic rural. Una passejada pels carrers irregulars i sinuosos del nucli antic remunta al visitant a l'època medieval, mentre travessa els perxes, trams de carrer coberts mitjançant embigats, observa la muralla que es formà aprofitant les parets de les mateixes cases i creua els portals d'accés a la vila. En alguns edificis es fa ben palesa la construcció amb la pedra del terreny, però per observar l'abast i atractiu de les construccions de pedra seca cal donar un tomb pel terme municipal, solcat per nombrosos marges, cabanes, perxes, pous, mines o basses.
La població, eminentment agrícola, ha buscat un nou model de desenvolupament econòmic després de la crisi que implicà l'èxode rural cap a la ciutat. Així l'any 1992, el consistori estableix com a objectiu treballar per la imatge de la Fatarella com a "municipi ecològic" i busca en la sostenibilitat i el turisme un nou mitjà de progrés que complementi l'agricultura, aprofitant el ric patrimoni natural i cultural que té, tot mirant de conservar l'entorn que els garanteix la qualitat de vida.
S'impulsen polítiques de sostenibilitat en tots els àmbits de la gestió municipal i es potencia l'elaboració de l'Agenda 21 local. Des del 2004 s'implanta el Pla d'acció local cap a la sostenibilitat, com a pla estratègic de desenvolupament socioeconòmic, que busca un model de progrés que no hipotequi les generacions futures.

## Medi natural i paisatge
El clima de la Fatarella és mediterrani amb una tendència a la continentalitat, caracteritzat per un període d'eixutesa estival i una baixa humitat relativa. Això determina el medi natural present, amb plantes amb fulles petites i endurides per evitar la pèrdua d'aigua a l'estiu. La vegetació consisteix majoritàriament en conjunts arbustius baixos, les brolles i garrigues, on abunden plantes com el garric, el romaní i el bruc d'hivern, i en denses pinedes de pi blanc. De tant en tant, apareix alguna alzina o roure de fulla petita, vestigi de la vegetació existent en temps llunyans.
La interacció de l'activitat humana amb el medi natural original ha anat configurant al llarg dels segles una diversitat de paisatges rurals força harmoniosos. Així, l'aprofitament agrícola fa que una bona part del terme, la que se situa en les planes i vessants de les muntanyes, es correspongui amb camps de conreu de secà d'avellaners, oliveres, ametllers i vinya. En els fons de valls i rieres, on es troba aigua disponible per regar, hi trobem petits horts.
Aquest excel·lent paisatge en forma de mosaic, barreja a més una gran quantitat de construccions de pedra seca i algunes taques de vegetació natural entre els camps de conreus. Tot això dona lloc a un atractiu paisatge agrícola que es complementa amb el paisatge agrest dels sistemes forestals presents en les zones més abruptes de la serra de la Fatarella.

## Història i patrimoni cultural
Es diu que els inicis del poblament a la Fatarella es vinculen a l'existència d'una torre de vigilància musulmana, i que el seu nom podria derivar de "fatorella" ("torre" en àrab). Malgrat aquesta dita, hi ha indicis de pobladors en l'època dels ibers i s'han trobat a la zona de les Camposines restes de l'edat del bronze.
Al segle xii, amb la reconquesta, el territori passa a ser domini de l'Orde del Temple. Llavors és quan es concedeixen les cartes de poblament: el 1208 la de les Camposines (vila independent fins al 1842 que, després de les guerres carlines, és annexada) i posteriorment, el 1228, la de la Fatarella. Així la població es constitueix com a tal durant l'edat mitjana, la vila és un recinte emmurallat que ofereix protecció als habitants. El gran creixement de la població en el segle xvii obligà a ultrapassar aquest recinte i configurar el poble actual.
En començar el segle xx es viu una època d'esplendor del sector agrícola, i l'any 1920 s'arriba a una població màxima: 2497 habitants. Amb la crisi de la fil·loxera primer i després amb la Guerra Civil espanyola, es comença una davallada econòmica i demogràfica. El 1937 s'hi donen els Fets de la Fatarella, en què 34 de pagesos del poble són executats per la CNT-FAI, encara no se n'ha aclarit les causes, ja que a la documentació confiscada per la dictadura franquista se'n troben dues versions conflictives. La Fatarella fou un dels escenaris de la cruenta batalla de l'Ebre, el darrer intent de les tropes de la República per parar l'alçament feixista. Avui en dia la població es caracteritza per la decidida aposta per un nou model econòmic i social.

## Les festes i les tradicions
Qualsevol moment de l'any és bo per visitar la Fatarella, però en les següents dates teniu un motiu més per acudir-hi:
- Festes de Sant Blai (Festes Majors d'Hivern): primer cap de setmana de febrer. Subhasta de la llenya pels majorals. Ballada de la jota de la Fatarella. Tortada de Sant Blai. Festa de quintos i cursa de rucs. Diada de Santa Àgueda.
- Festes Majors d'Estiu: primer cap de setmana d'agost. Diversos actes populars: ball, cursa de rucs, exposicions, concerts.
- Romeria de San Francisco: primer dissabte després de pasqua. Romeria a l'ermita de San Francisco, amb una tradició de més de 300 anys. Ballada de la dansa de la Clavellinera. Arribada al poble amb els bordons. Romeria de San Francisco.
- Festa de la Mare de Déu de la Misericòrdia: festa local que se celebra el 8 de setembre. Cant de l'Aurora, celebració de missa, ballada de jota de la Fatarella, cantada dels goigs de la Mare de Déu.
- Festa de l'Oli: primera setmana de desembre. Festa de recent implantació que gaudeix d'una gran participació popular. Degustació d'oli nou, amb un esmorzar popular. Jornada de portes obertes a la Cooperativa agrícola. Mostra de productes artesanals i tradicionals.

## Els productes
Els productes més característics de la població són els següents:
- Oli d'oliva: oli d'oliva verge d'excel·lent qualitat. Inclòs a la DOP Terra Alta. Oli produït majoritàriament amb olives de la varietat empeltre, característica d'aquesta zona.
- Vi: es troba inclòs a la DO Terra Alta. Les varietats blanques emprades en la producció són la garnatxa, el macabeu i el parellada, i les negres la garnatxa peluda, ull de llebre, garnatxa i carinyena. Són especialment apreciats els vins rancis.
- Avellana: producte de gran qualitat i element essencial de la seva gastronomia. Es troba inclosa a la DOP avellana de Reus.
- Pastes: la pasta més característica del poble és la coca d'avellanes, però també cal mencionar els deliciosos panadons, les capsetes, els muntets, els corassons, la coca fina, els ganxets i els pastissets entre d'altres.
- Embotits: cal destacar l'elevada qualitat dels derivats del porc a causa de la conservació, atès que la Fatarella és a 500 metres d'altitud i les condicions per a la conservació d'aquests productes són molt favorables. Entre els derivats del porc destaca la llonganissa, que és un dels més reconeguts, amb un gust lleugerament picant, la botifarra de ceba i la botifarra blanca.

## La gastronomia
La gastronomia de la Fatarella és rica i variada. Podem ressaltar els plats típics següents:
- Clotxa: pa de pagès que s'omple amb arengada o sardina a la brasa, alls i tomàquets escalivats, també s'hi pot posar botifarra de ceba.
- Romesco: fesols amb xulla, cansalada, fetge de porc i una picada.
- Truita en suc: truita de patata i ceba guisada amb una picada i farina.
- Sardina en suc: sardina guisada amb ceba i tomàquet.
- Orelletes: mena de bunyol

## Llocs d'interès turístic
- Església parroquial de Sant Andreu.
- Capella de la Mare de Déu de la Misericòrdia i mirador de la Terra Alta.
- Ermita de Sant Francesc.
- Ermita de Sant Bertomeu.
- Construccions de pedra en sec (perxes, cabanes, oriolet, sénies, masos, marges ).
- La Casa Ecològica.
- Patrimoni de la Guerra Civil: la Fatarella fou un enclavament estratègic localitzat a la rereguarda d'un dels principals fronts de la Guerra Civil, per tant hi podem trobar diferents vestigis de la guerra com ara trinxeres, refugis i diverses construccions situats a diverses zones del terme municipal (trinxeres de les Devees, Memorial de les Camposines, etc.).

## Rutes turístiques
- Ruta de San Francisco i ruta dels miradors
- Ruta dels perxes
- Ruta de la pau. Variant local per la Fatarella
- Ruta de Sant Bartomeu
- Ruta de les sénies

## Esports
- La Fatarella té com a instal·lacions esportives un camp de futbol 11 de sorra (propietat del Club Deportiu La Fatarella), dues piscines municipals, i una pista poliesportiva i una altra de pàdel.